# 西藏自治区文学艺术界联合会
西藏自治区文学艺术界联合会，简称西藏自治区文联，是中华人民共和国西藏自治区文学艺术工作者组成的人民团体，是中国文学艺术界联合会的团体会员，受中国共产党西藏自治区委员会的领导。
西藏自治区文联的最高权力机构为西藏自治区文学艺术界联合会代表大会和由它产生的西藏自治区文学艺术界联合会委员会。